# Pere alla bella Elena
Le pere alla bella Elena (dal francese poire belle Hélène) sono un dolce a base di pere immerse nello sciroppo, accompagnate da gelato alla vaniglia e ricoperte di cioccolata calda.

## Storia
Questo piatto, che prende il nome dall'opéra bouffe La bella Elena di Jacques Offenbach, fu creato da Auguste Escoffier intorno al 1864. Tuttavia, nessuna fonte storica può attestarlo. Inoltre, nel 1864, Escoffier era ancora un cuoco alle prime armi e risiedeva a Nizza. È più probabile che in seguito egli avesse rielaborato la ricetta.

## Varianti

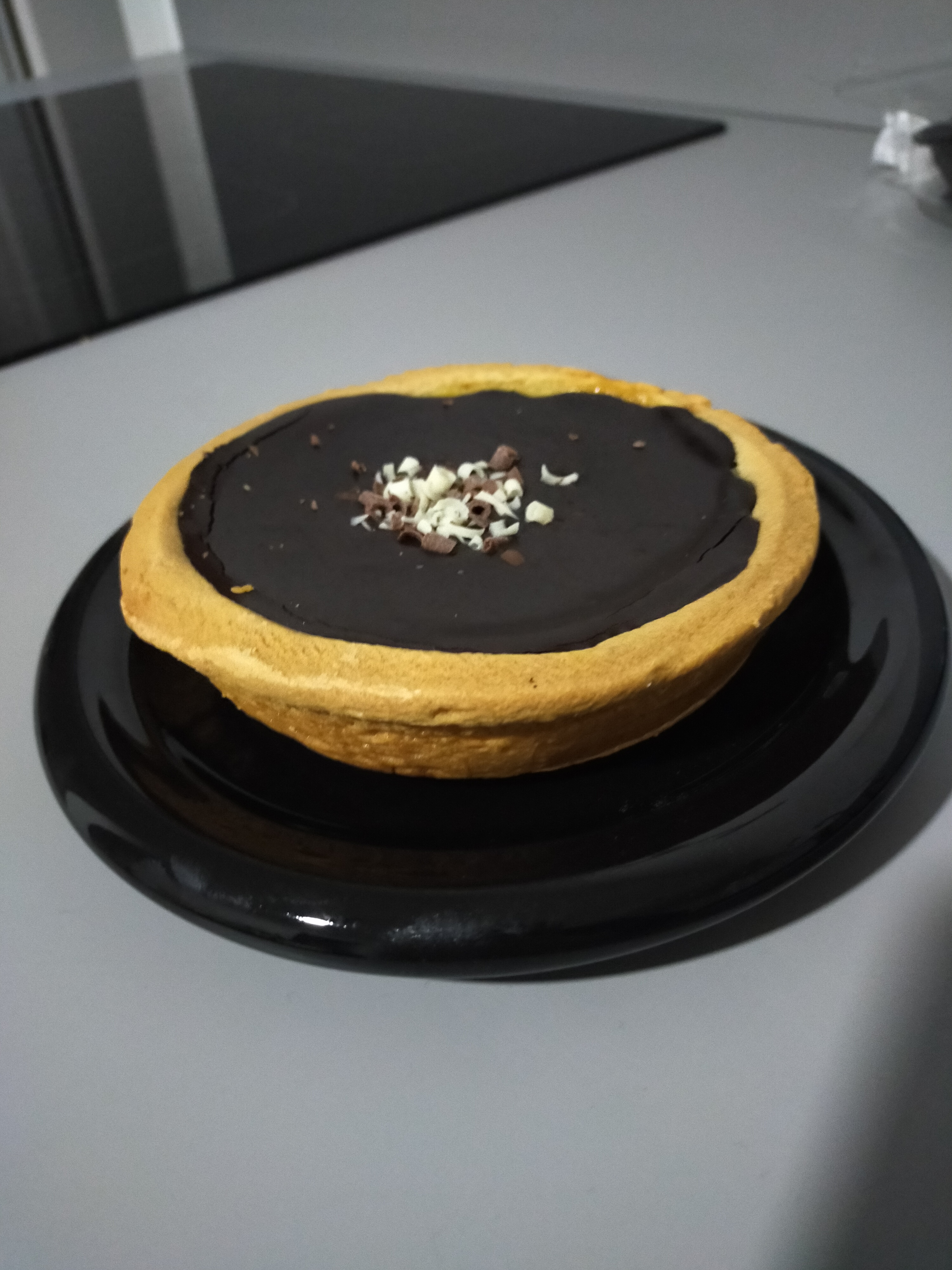
Torta bella Elena di piccolo formato

Dalle pere alla bella Elena prende il nome la torta bella Elena (Gâteau poire belle-Hélène) con pere e cioccolato.